# Lu Li
Lu Li (陆莉S, Lù LìP; Changsha, 30 agosto 1976) è un'ex ginnasta cinese.
Lu Li è stata campionessa olimpica 1992 nelle parallele, prendendo 10 come Nadia Comaneci aveva fatto prima di lei, nel 1976 alle Olimpiadi di Montreal, 16 anni prima. 
Ha anche vinto, sempre alle Olimpiadi del 1992, una medaglia d'argento alla trave dietro a Tetjana Lisenko (oro) dell'ex URSS, e a pari merito con Shannon Miller (USA). 